# Pleuroziopsaceae
Pleuroziopsaceae là một họ rêu trong bộ chưa đặt.